# Asterocladaceae
Famille
Les Asterocladaceae sont une famille d’algues brunes de l’ordre des Asterocladales. 

## Étymologie
Le nom vient du genre Asterocladon, composé du préfixe "aster-", étoile, et du suffixe "-clad", « branche ; rameau », peut-être en référence aux chloroplastes disposés en étoile.

## Liste des genres
Selon AlgaeBase (22 août 2017) et World Register of Marine Species (22 août 2017) :
- Asterocladon D.G.Müller, E.R.Parodi & A.F.Peters, 1999